# Tonga en la Copa Mundial de Rugby de 2003
La Selección de rugby de Tonga fue uno de los 20 participantes de la Copa Mundial de Rugby de 2003 que se realizó en Australia.
Fue la cuarta participación de los Ikale Tahi en la Copa Mundial de Rugby.

## Plantel
| Nombre            | Posición       | Club                      |
| ----------------- | -------------- | ------------------------- |
| Viliami Maʻasi    | hooker         | Penzance                  |
| Ephraim Taukafa   | hooker         | North Harbour             |
| Heamani Lavaka    | pilar          | Eastern Suburbs           |
| Tonga Leaʻaetoa   | pilar          | Northern Suburbs          |
| Kisi Pulu         | pilar          | Auckland                  |
| Kafalosi Tonga    | pilar          | Sin club                  |
| Sione Tuʻamoheloa | pilar          | North Harbour             |
| Milton Ngauamo    | segunda línea  | Wellington Lions          |
| Viliami Vaki      | segunda línea  | Parma                     |
| Inoke Afeaki (c.) | segunda línea  | Secom Rugguts             |
| Benhur Kivalu     | segunda línea  | Kintetsu Liners           |
| Stanley Afeaki    | ala            | Auckland                  |
| Ipolito Fenukitau | ala            | Ricoh Black Rams          |
| Edward Langi      | ala            | Sin club                  |
| Usaia Latu        | ala            | Northern Suburbs          |
| Nisifolo Naufahu  | número 8       | Norhland                  |
| Sililo Martens    | medio scrum    | Bridgend Ravens           |
| Tony Alatini      | medio scrum    | Blackwood                 |
| David Palu        | medio apertura | Horowhenua-Kapiti Rugby   |
| Pierre Hola       | medio apertura | Kobe Steel                |
| Suka Hufanga      | centro         | Vaini                     |
| Gus Leger         | centro         | Counties Manukau Steelers |
| Johnny Ngauamo    | centro         | Clermont                  |
| John Payne        | centro         | Manly                     |
| Tevita Tuʻifua    | wing           | Auckland                  |
| Pila Fifita       | Wing           | North Otago Rugby         |
| Sione Fonua       | Wing           | Auckland                  |
| Sila Vaʻenuku     | Wing           | Toa-ko-Ma'afu             |
| Sateki Tuipulotu  | zaguero        | Worcester Warriors        |
| Lisiate Ulufonua  | zaguero        | Lavengamalie              |

## Participación

### Grupo D
| Equipo        | Gan. | Emp. | Per. | A favor | En contra | Extra | Puntos |
| ------------- | ---- | ---- | ---- | ------- | --------- | ----- | ------ |
| Nueva Zelanda | 4    | 0    | 0    | 282     | 57        | 4     | 20     |
| Gales         | 3    | 0    | 1    | 132     | 98        | 2     | 14     |
| Italia        | 2    | 0    | 2    | 77      | 123       | 0     | 8      |
| Canadá        | 1    | 0    | 3    | 54      | 135       | 1     | 5      |
| Tonga         | 0    | 0    | 4    | 46      | 178       | 1     | 1      |
| 15 de octubre | Italia | 36 - 12 | Tonga | Canberra Stadium, Canberra |  |

| 19 de octubre | Gales | 27 - 20 | Tonga | Canberra Stadium, Canberra |  |

| 24 de octubre | Nueva Zelanda | 91 - 7 | Tonga | Suncorp Stadium, Brisbane |  |

| 29 de octubre | Canadá | 24 - 7 | Tonga | WIN Stadium, Wollongong |  |